# Huntířov (Skuhrov)
Huntířov je vesnice, část obce Skuhrov v okrese Jablonec nad Nisou. Nachází se asi 1,5 kilometru jižně od Skuhrova. Huntířov leží v katastrálním území Skuhrov u Železného Brodu o výměře 4,26 km².

## Historie
První písemná zmínka o vesnici pochází z roku 1543.

## Společnost
Nachází se zde základní a mateřská škola, pobočka české pošty, obecní knihovna a obecní samoobsluha. Dopravní spojení je zajištěno pravidelnou autobusovou linkou mezi městy Jablonec a Železný Brod. 
Společenské vyžití je pestré, obec organizuje společenské akce jako maškarní či myslivecké bály, představení ochotnického divadla či jiné sportovní a kulturní akce. V obci je stále činná tělovýchovná organizace Sokol.

## Fotogalerie

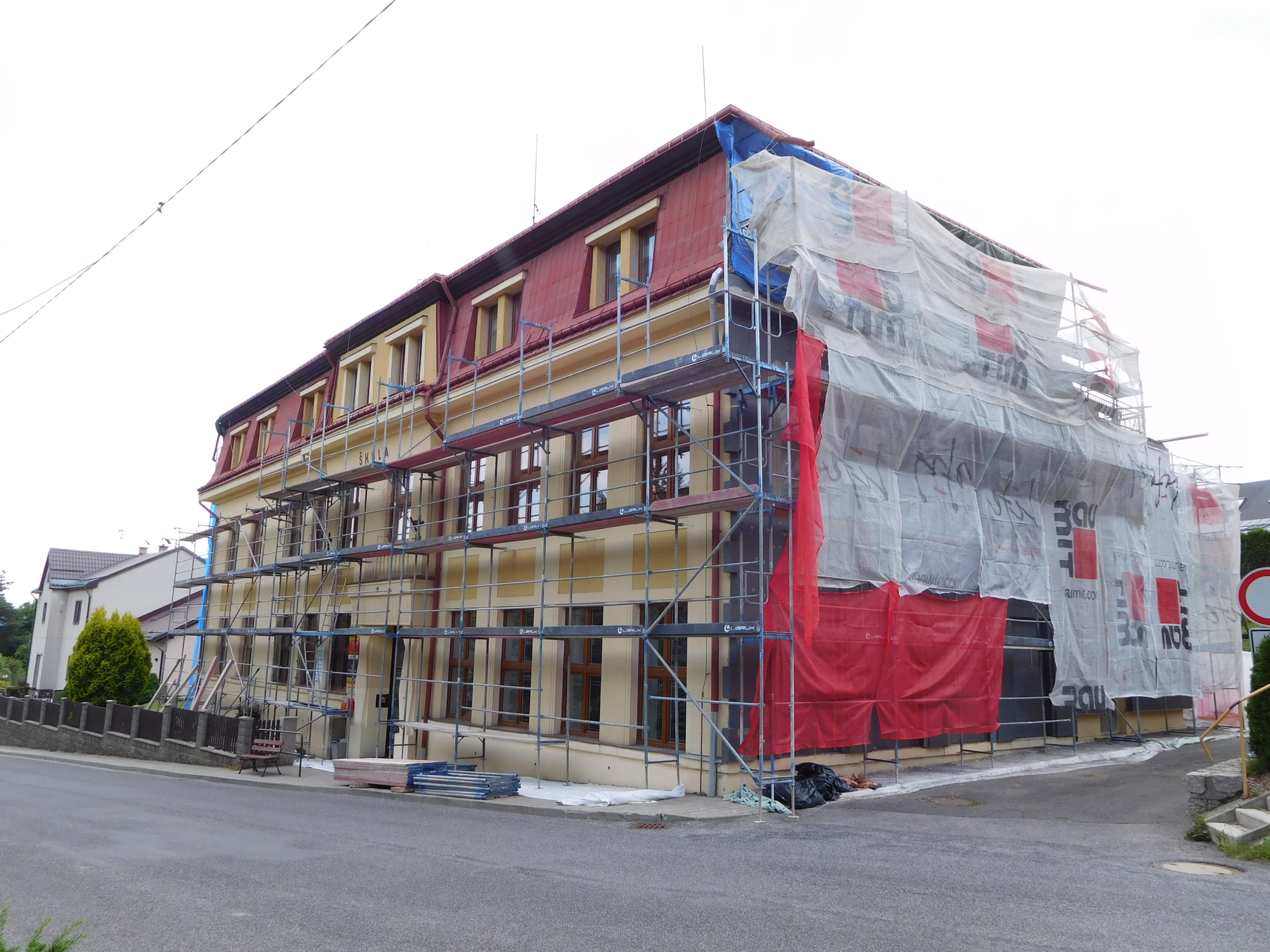
škola, pošta a obecní úřad
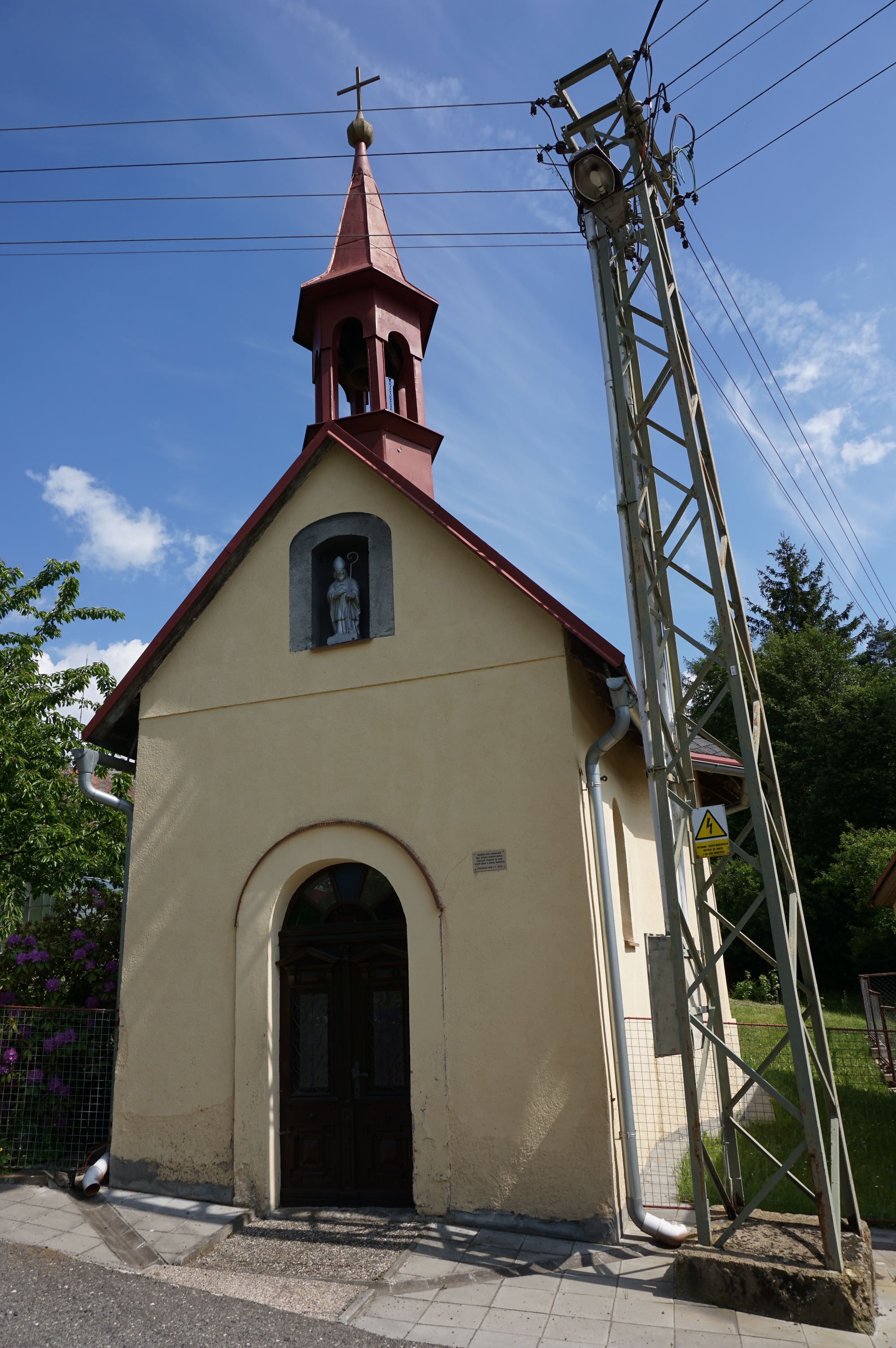
kaplička sv. Vojtěcha
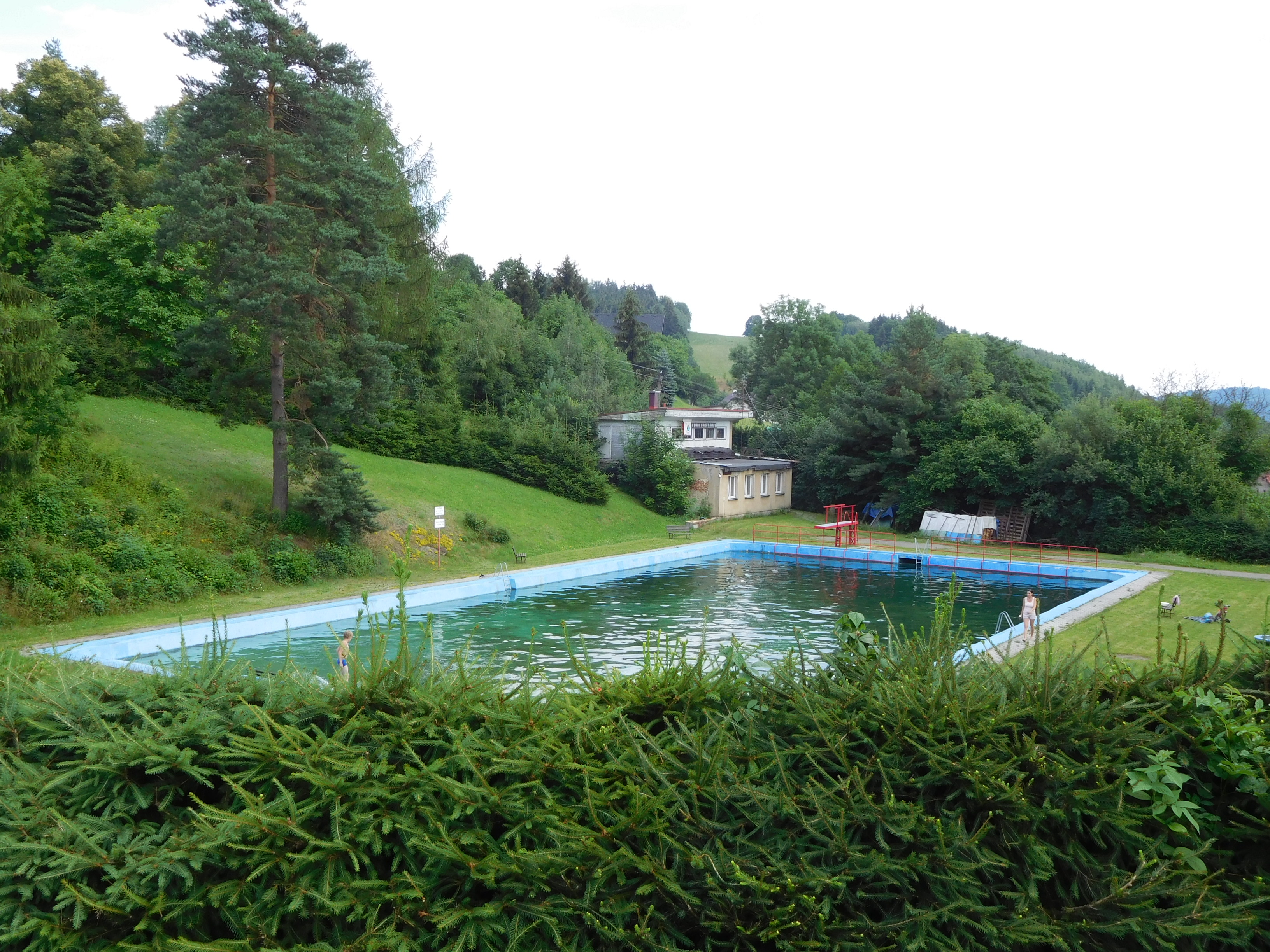
koupaliště
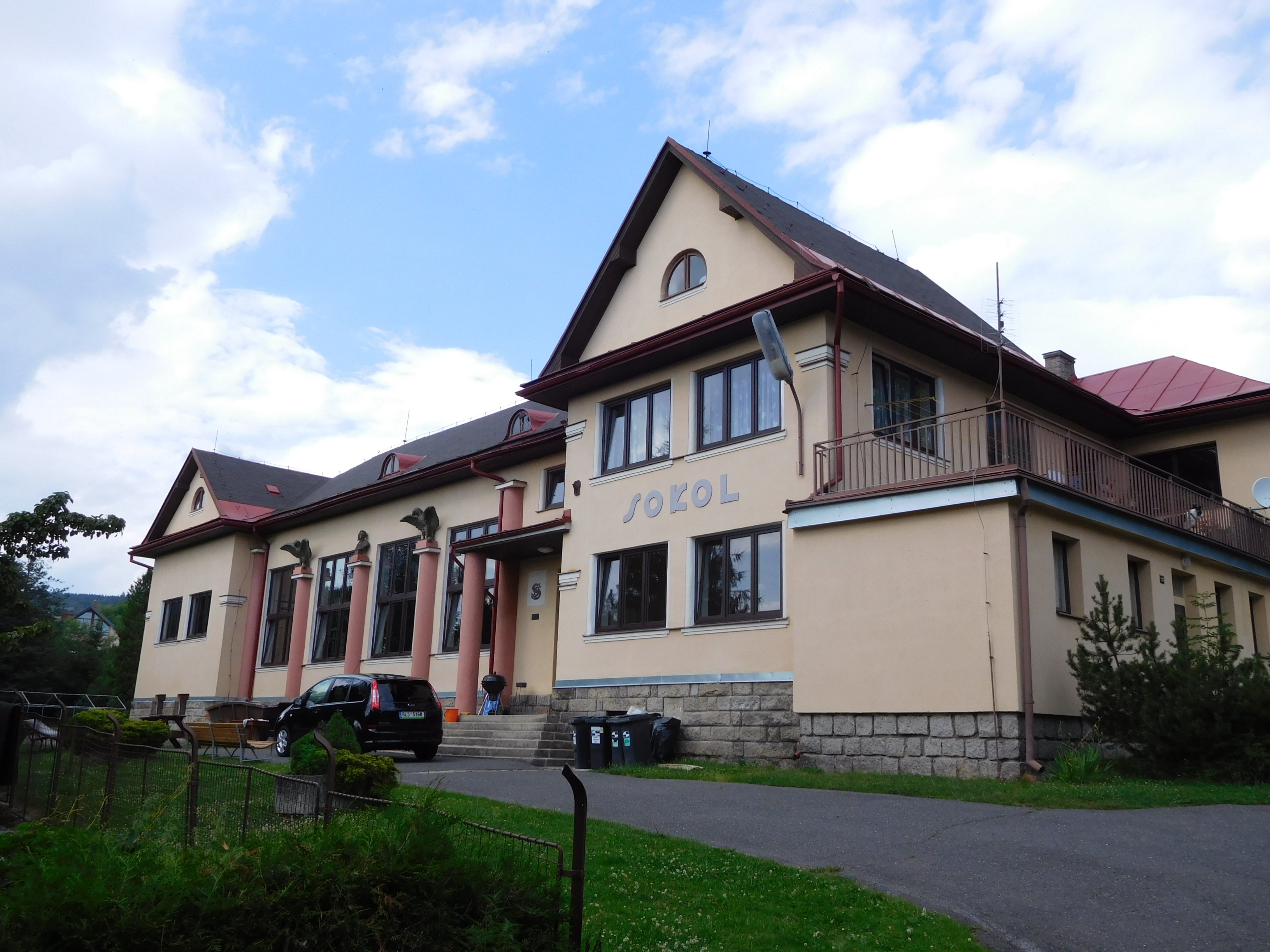
sokolovna
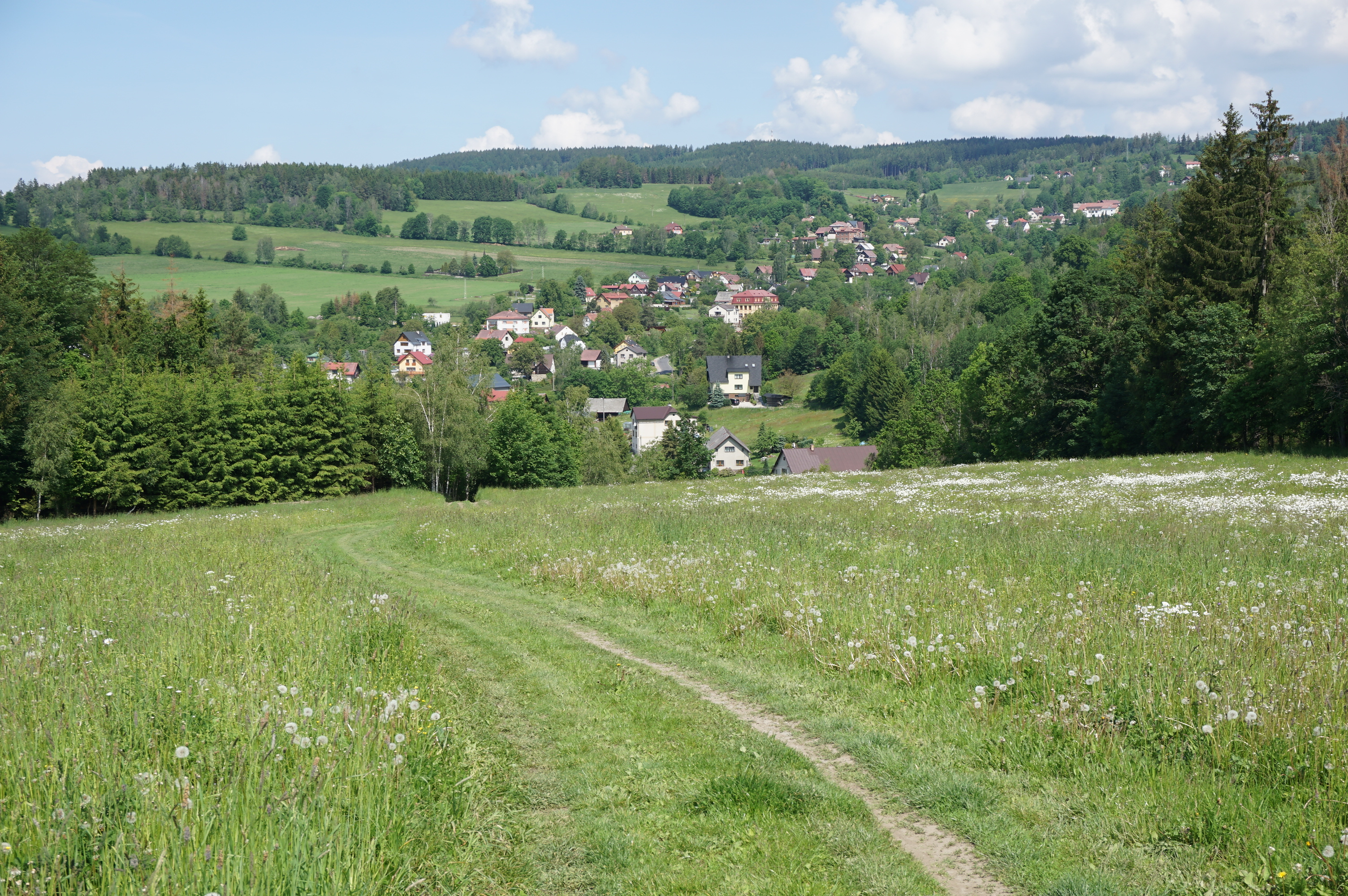
pohled na Huntířov a Skuhrov